# Invicta FC 4
Invicta FC 4: Esparza vs. Hyatt foi o quarto evento de MMA promovido pelo Invicta Fighting Championships. O evento foi realizado no dia 5 de Janeiro de 2013.

## Card Oficial
Pelo Cinturão Inaugural Peso Palha do Invicta FC.
Nunes perdeu um ponto por uma pedalada ilegal.

## Bônus da Noite
- Luta da Noite (Fight of the Night): Shayna Baszler vs. Alexis Davis
- Nocaute da Noite (Knockout of the Night): Veronica Rothenhausler
- Finalização da Noite (Submission of the Night): Rose Namajunas